# Löbau
Löbau (górnołuż. Lubij, wym. [ˈlubij]ⓘ) – miasto w Niemczech, w kraju związkowym Saksonia, w okręgu administracyjnym Drezno, w powiecie Görlitz, położone między Budziszynem a Görlitz, nad Löbauer Wasser, u stóp Löbauer Berg, siedziba wspólnoty administracyjnej Löbau. Do reformy administracyjnej Saksonii w powiecie Löbau-Zittau.
Miasto jest centrum produkcji rolniczej Górnych Łużyc, ośrodkiem przemysłu spożywczego i tekstylnego. Znajduje się tutaj założona w 1859 r. wytwórnia fortepianów Augusta Förstera.

## Toponimia
Pierwsza wzmianka o miejscowości w formie Lubaw pochodzi z 1221 roku. Później nazwa była także notowana w formach Lubavia (1238), Lubawe (1268), Lobaw (1306), Lubaw (1356), Lobe, Lobow, Lobaw (1457-58), Löbe (1458), Löbau (1565). Nazwa górnołużycka pojawiła się w źródłach pisanych pod koniec XVII wieku, po raz pierwszy w 1700 roku, kiedy odnotowano formy Lobije, Libije. Późniejsze zapisy to: Luby (1767), Lubij (1866).
Nazwa wywodzi się z języka starołużyckiego, w którym miała postać *Ľubov-. Została ona utworzona od wyrazu *ľuby ‘miły, ulubiony, przyjemny’ lub nazwy osobowej *Ľub(a) z przyrostkiem dzierżawczym -ov-, nadającym nazwie znaczenie ‘miejscowość należąca do Ľuba/Ľuby’. Górnołużycka forma nazwy wskazuje, że została ona utworzona przez dodanie przyrostka dzierżawczego -j- lub została wzięta od nazwy osobowej *Ľuběj.

## Historia
W grodzisku na Löbauer Berg (Lubijska Hora) koło miasta znaleziono ślady bytności człowieka z okresu paleolitu.
Osada, położona wówczas w granicach Królestwa Czech, została założona ok. 1200 przez króla czeskiego Przemysła Ottokara I. Była po raz pierwszy wzmiankowana w 1221 r., a po raz pierwszy nazwana miastem w 1268. Z 1336 pochodzi pierwsza wzmianka o klasztorze franciszkanów, a w 1359 powstała pierwsza szkoła miejska. Od średniowiecza miasto słynęło z produkcji sukienniczej. W 1346 r. w ramach przeciwdziałania okolicznemu rozbojowi miasto połączyło siły wraz z innymi grodami regionu przystępując do tzw. Związku Sześciu Miast. W 1429 r. w wyniku ataku husytów wielki pożar strawił niemal całe miasto z wyjątkiem kościoła św. Mikołaja (Nikolaikirche). W 1469 wraz ze Związkiem Sześciu Miast miasto uznało władzę króla Węgier Macieja Korwina, po którego śmierci w 1490 powróciło do Czech.

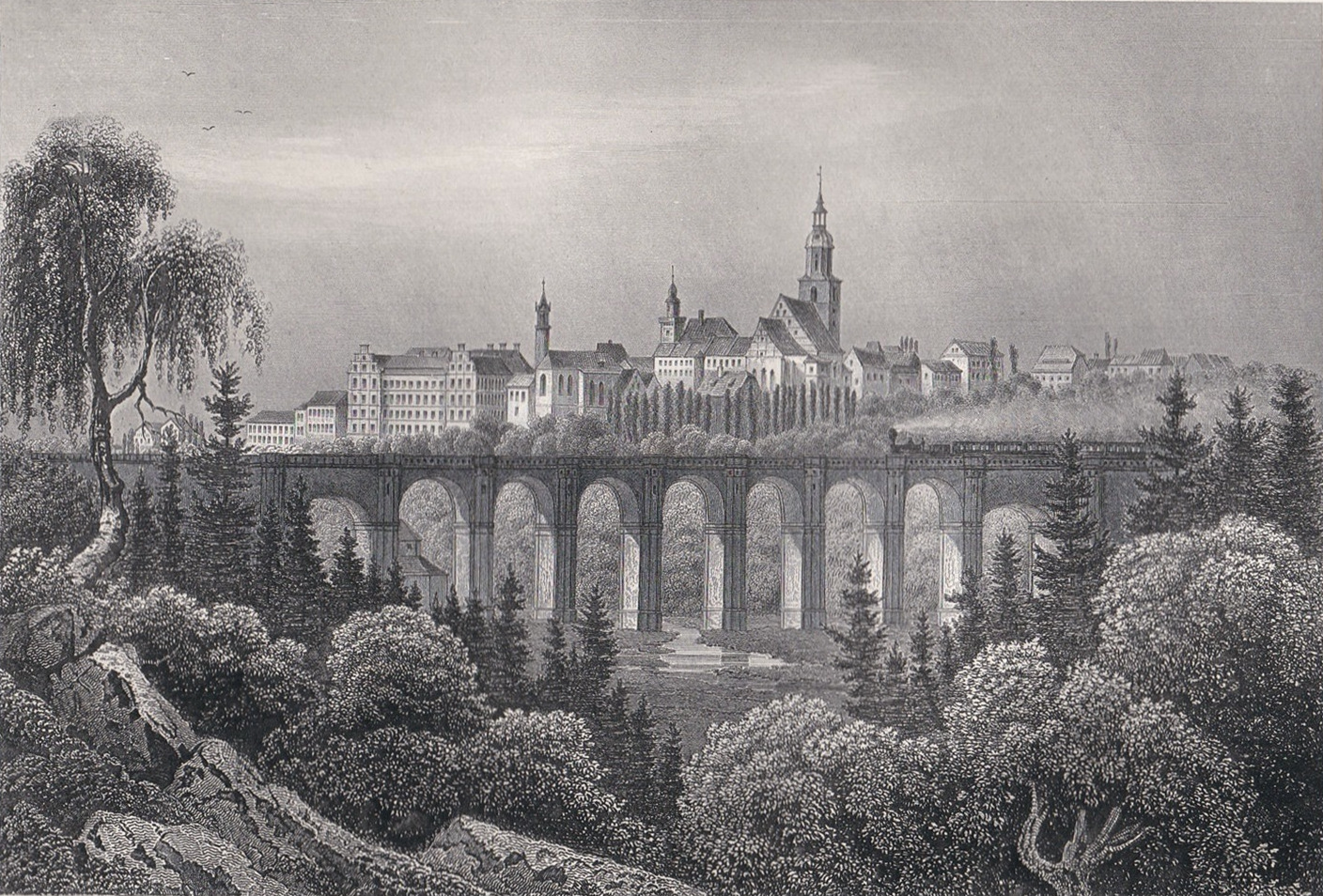
Löbau ok. 1850 roku

Na mocy postanowień pokoju praskiego w 1635 przeszło pod panowanie Saksonii. W latach 1678 oraz w 1710 miasto spłonęło po raz kolejny. W 1806 miasto zostało częścią Królestwa Saksonii. We wrześniu 1813 r. oddziały polskie dowodzone przez ks. Józefa Poniatowskiego broniły miasta przed ścigającymi wojska napoleońskie Rosjanami. Od lat 30. XIX wieku datuje się okres industrializacji miasta. Powstało w tym czasie wiele zakładów przemysłowych i wytwórni, jak np. znana wytwórnia fortepianów Augusta Förstera. W 1847 r. miasto uzyskało połączenie kolejowe z Dreznem i Görlitz, a w roku następnym z Żytawą.
W 1871 Löbau zostało częścią zjednoczonych Niemiec. W 1912 r. w miejscowym kościele św. Jana (Johanniskirche) odprawiono ostatnią mszę w języku górnołużyckim. U schyłku II wojny światowej wycofujący się Niemcy wysadzili mosty i wiadukty, a później miasto zajęte przez Sowietów bez walki, unikając tym samym znacznych zniszczeń. W 1949 r. utworzono w mieście ośrodek odbudowy hodowli owiec, które dawniej były powszechnie hodowane na Łużycach. Od 1949 do 1990 miasto należało do NRD. W 1974 do miasta włączono miejscowość Oppeln, z której wywodzi się ród szlachecki Oppeln-Bronikowskich, a w 2003 włączono Kittlitz, z którego wywodzi się ród szlachecki von Kittlitz. W 1991 w ratuszu w Löbau reaktywowano Związek Sześciu Miast.

## Zabytki i inne atrakcje
- wczesnosłowiańskie grodzisko na Löbauer Berg (Lubijska Hora) (449 m n.p.m.) z X-XI wieku,
- kościół św. Mikołaja (Nikolaikirche) z XIII wieku, gotycki, przebudowany w l. 1884–1885,
- kościół św. Ducha (Heilig-Geist) z XV wieku, gotycki, z barokowym wyposażeniem wnętrza,
- kościół św. Jana (Johanniskirche) z XV w., późnogotycki. W latach 1676–1912 był kościołem Serbołużyczan i w ich języku odprawiano tutaj nabożeństwa,
- Ratusz z późnogotycką wieżą z XV w. i barokowo-klasycystyczną fasadą,
- słup milowy poczty saskiej[5] z czasów Augusta II przy Bahnhofstr,
- kamienica Pod Złotym Okrętem z początku XVIII wieku, barokowa. Płaskorzeźba na fasadzie domu przedstawiająca złoty okręt jest pamiątką po mieszczącej się tutaj niegdyś oberży Pod Złotym Okrętem,
- wieża widokowa króla Fryderyka Augusta na Löbauer Berg (Lubijska Hora) z 1854 r. o bogatej żeliwnej konstrukcji, jedynej tego typu w Europie, wys. 28 m[8]. Nazwana została imieniem saskiego króla Fryderyka Augusta II, za panowania którego została skonstruowana,
- dom Schminke z 1933, zabytek modernizmu klasycznego[8].

## Transport

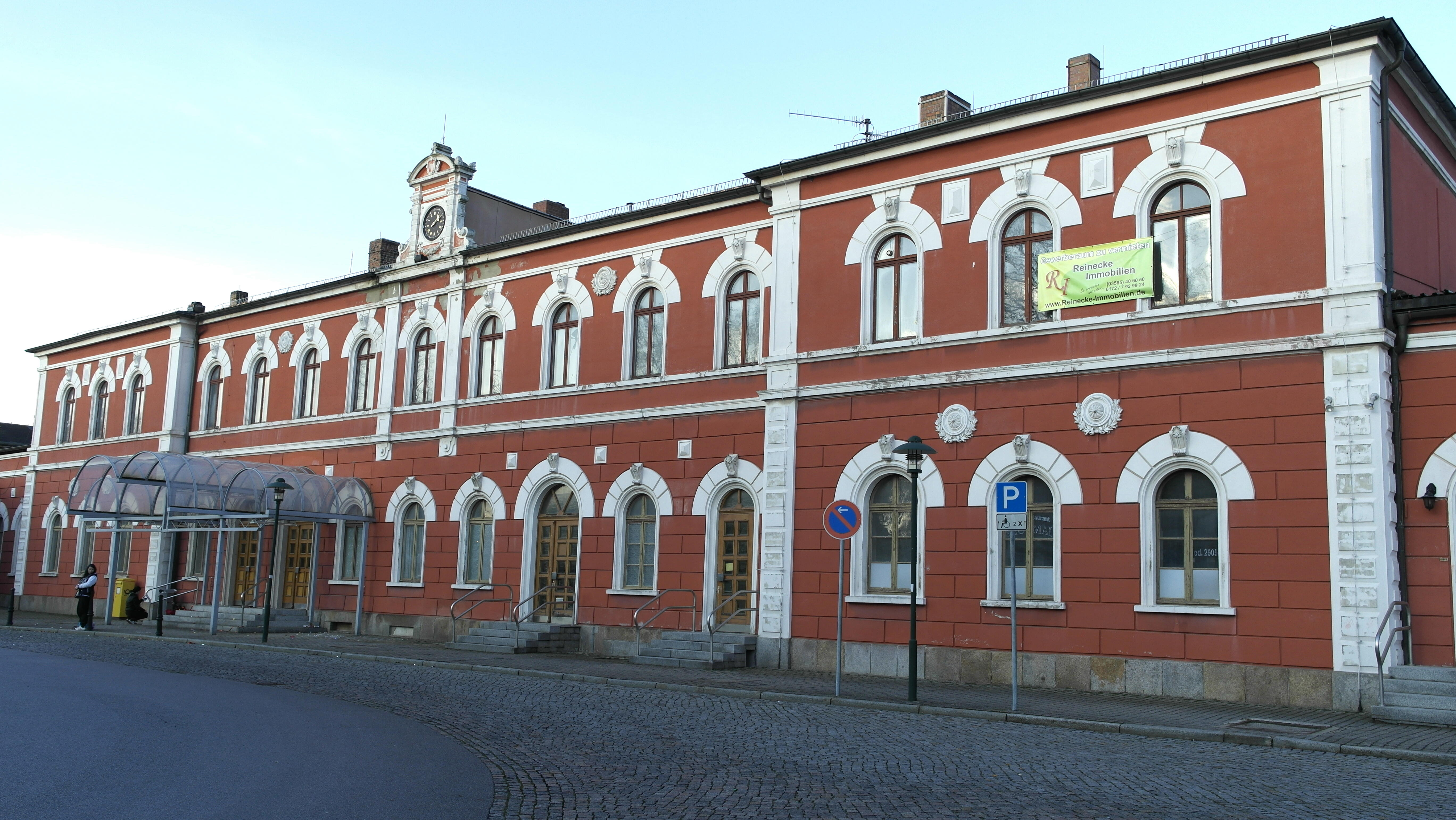
Dworzec kolejowy Löbau (Sachs)

W mieście znajduje się stacja kolejowa Löbau (Sachs).

## Współpraca
Miejscowości partnerskie:
- Épernay, Francja
- Ettlingen, Badenia-Wirtembergia
- Lubań, Polska
- Makó, Węgry

## Galeria

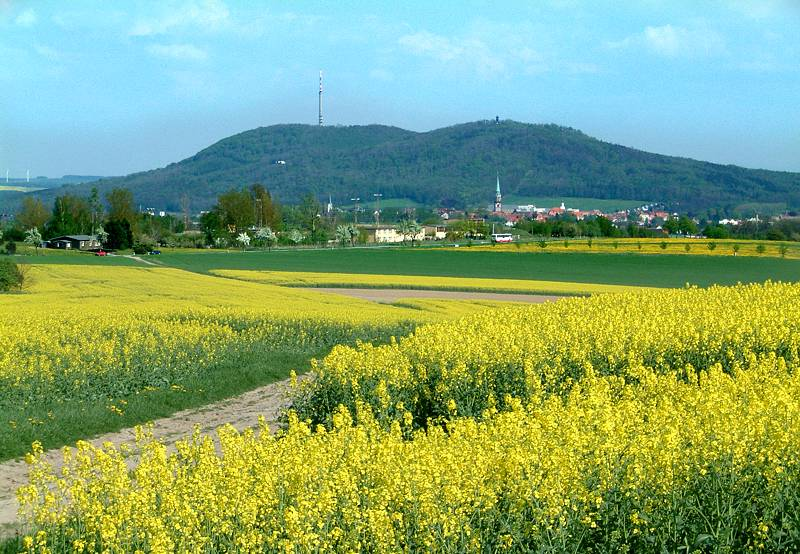
Widok ogólny miasta położonego u podnóża Löbauer Berg
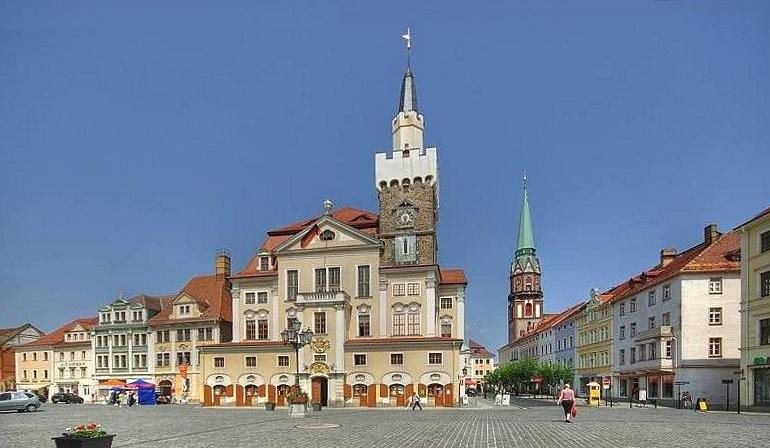
Stary Rynek z ratuszem
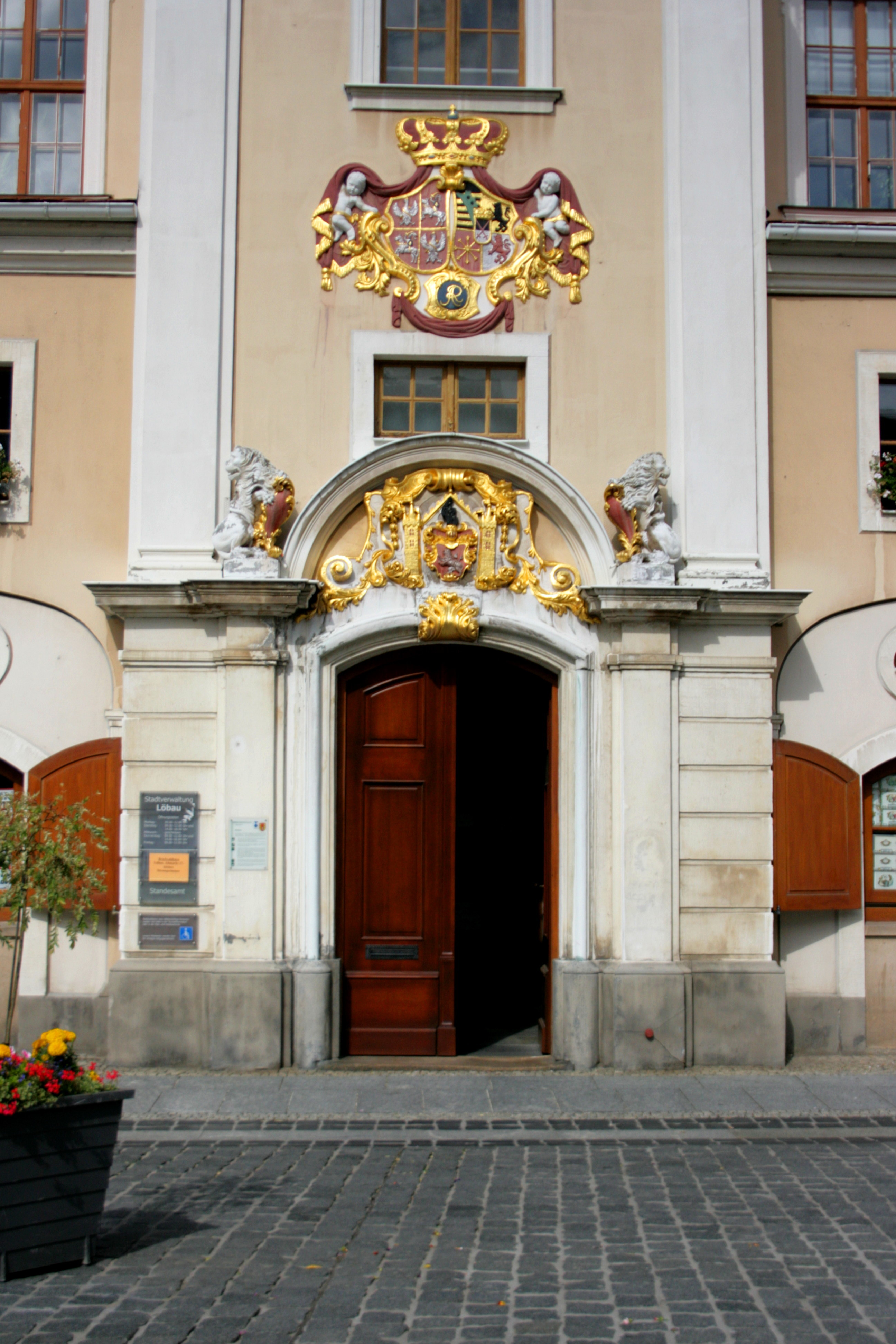
Herby na fasadzie ratusza
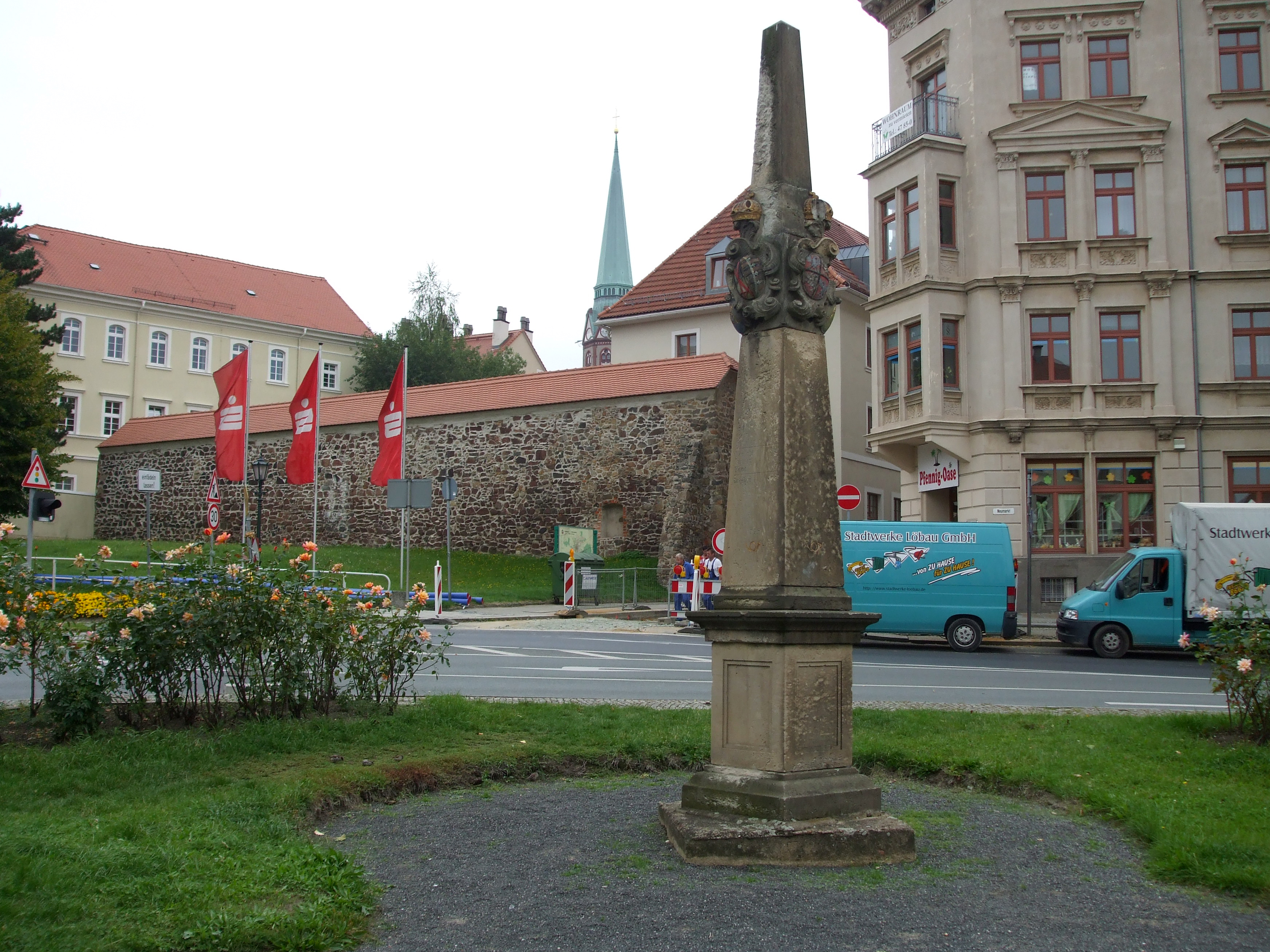
Słup dystansowy poczty na Nowym Rynku
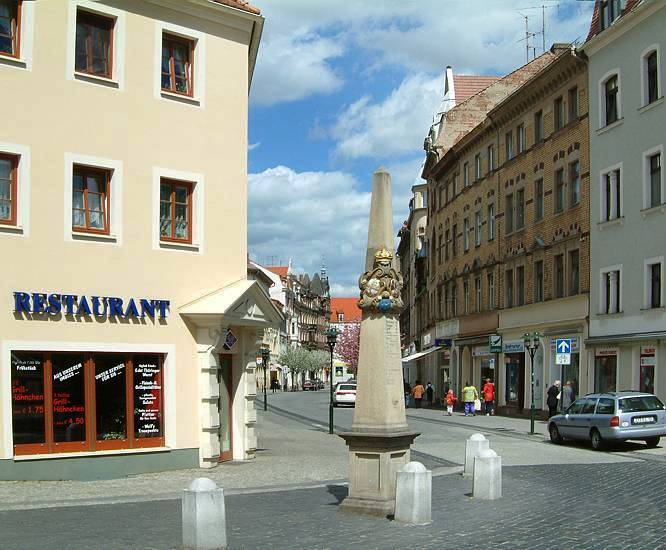
Słup dystansowy poczty przy ulicy Dworcowej
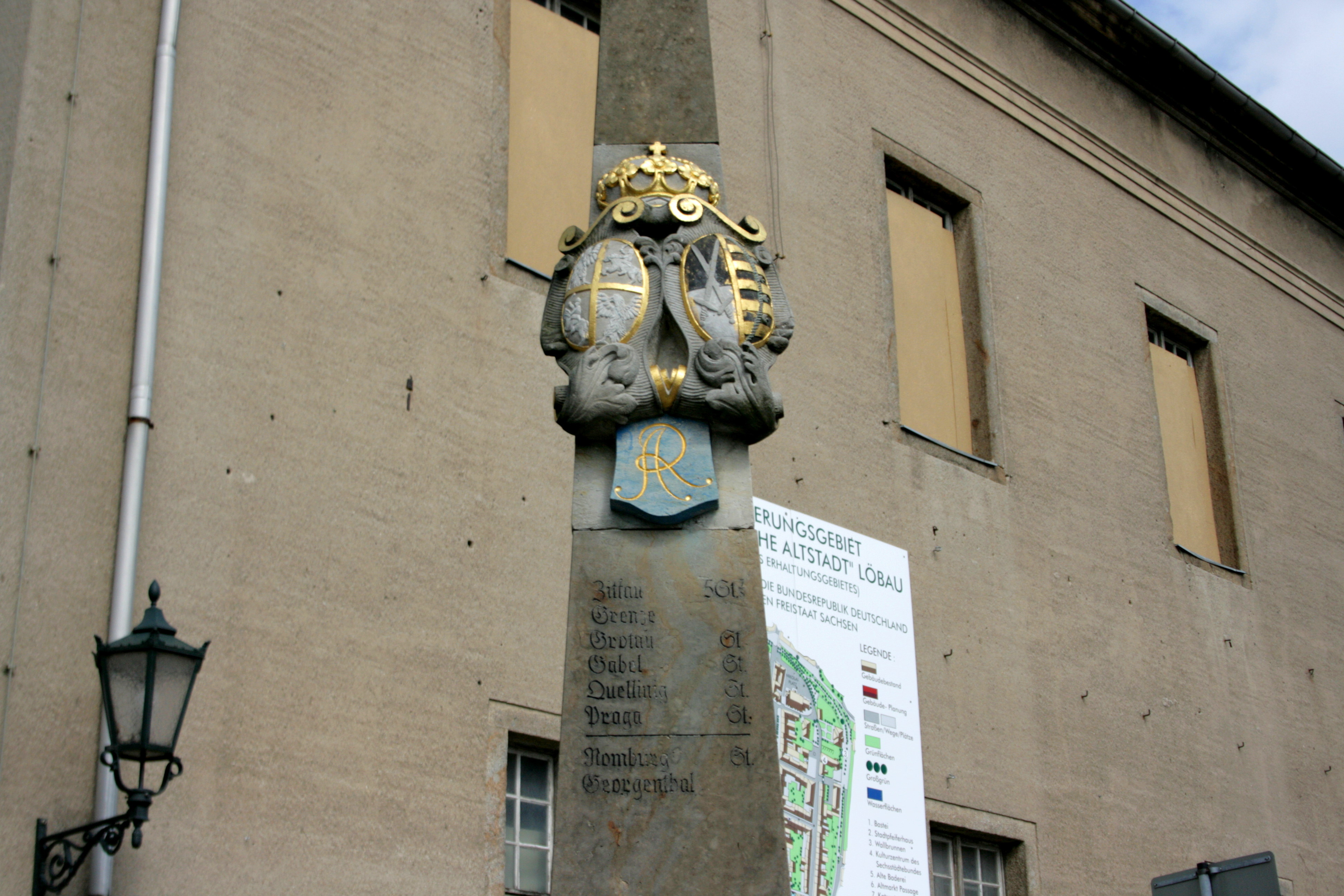
Herby na pocztowym słupie dystansowym na Placu Teatralnym
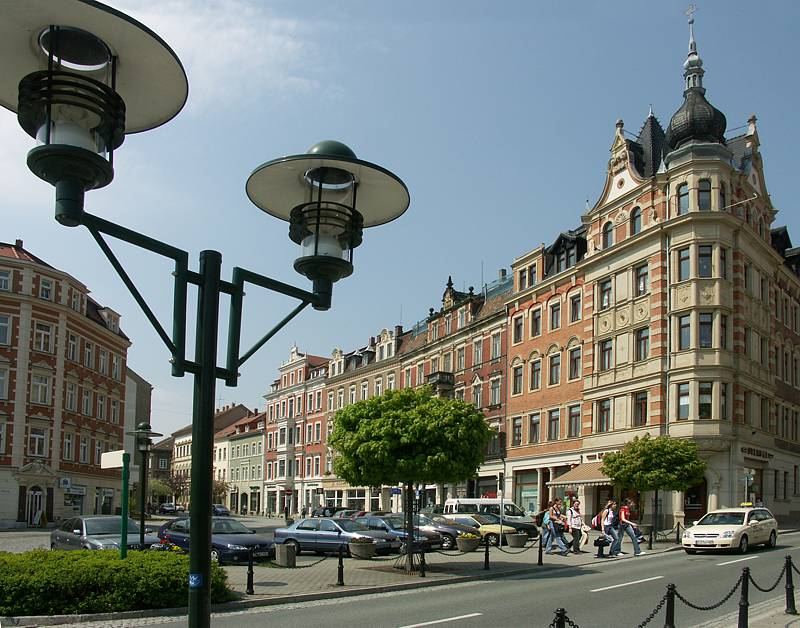
Plac Wettynów
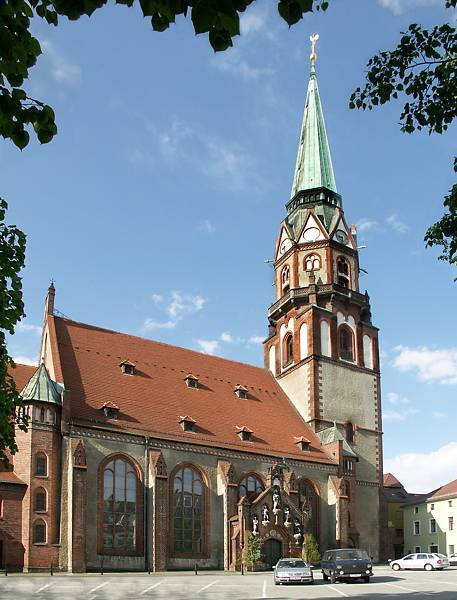
Kościół św. Mikołaja
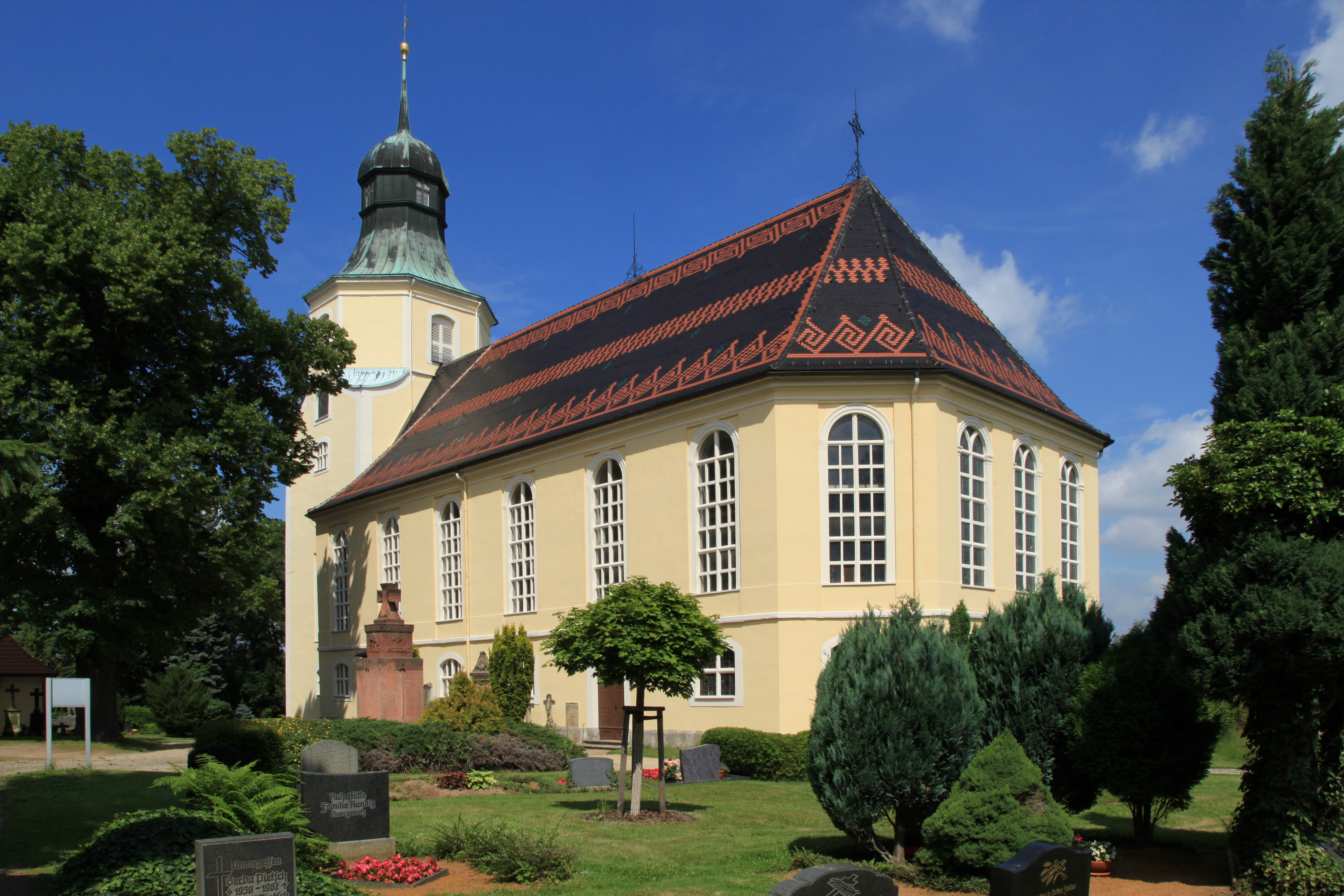
Kościół św. Trójcy
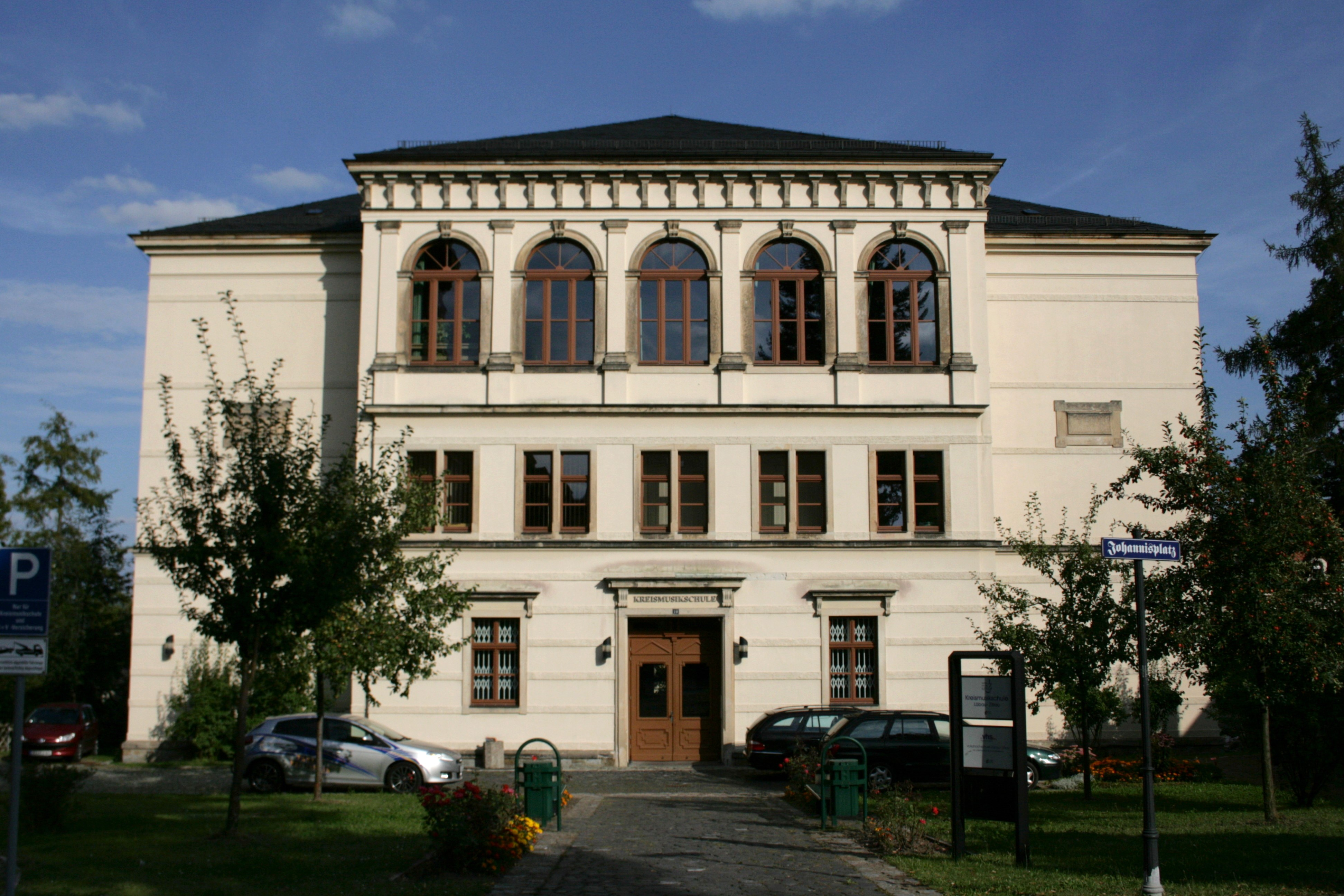
Szkoła muzyczna